# 格蘭德比奇 (密歇根州)
格蘭德比奇（英語：Grand Beach）是位於美國密歇根州貝林縣的一個村。

## 人口
根據2020年美國人口普查的數據，格蘭德比奇的面積為2.35平方千米，當中陸地面積為2.35平方千米，而水域面積為0.00平方千米。當地共有人口310人，而人口密度為每平方千米131人。